# Seututie 387
Pour les articles homonymes, voir Route 387.
La route régionale 387 (finnois : Seututie 387) est une route régionale allant de Lappeenranta jusqu'à Vaalimaa à Virolahti en Finlande.

## Description
La route régionale 387 est une route, de 59 kilomètres de long, menant de Lappeenranta jusqu'à Vaalimaa dans la municipalité de Virolahti. 
La route part, au sud du centre-ville  de Lappeenranta, de la route nationale 6, puis traverse Raipo et Ylämaa et l'Est de la municipalité de Miehikkälä jusqu'à Vaalimaa, où elle se termine sur route nationale 7 (Route européenne 18) près de la frontière entre la Finlande et la Russie.
La route régionale 387 constitue la partie la plus méridionale de la route touristique qui s'étend des rives du golfe de Finlande jusqu'à Salla, la route du poème et de la frontière.

## Parcours
- Lappeenranta
- Ylämaa (33 km)
- Muurikkala, Miehikkälä (50 km)
- Vaalimaa, Virolahti (59 km)